# Горбатюк Василь Іванович
Васи́ль Іва́нович Горбатю́к (1 січня 1956, село Гнатівці Хмельницького району) — український письменник. Член Національної спілки письменників України (від 1984 року).

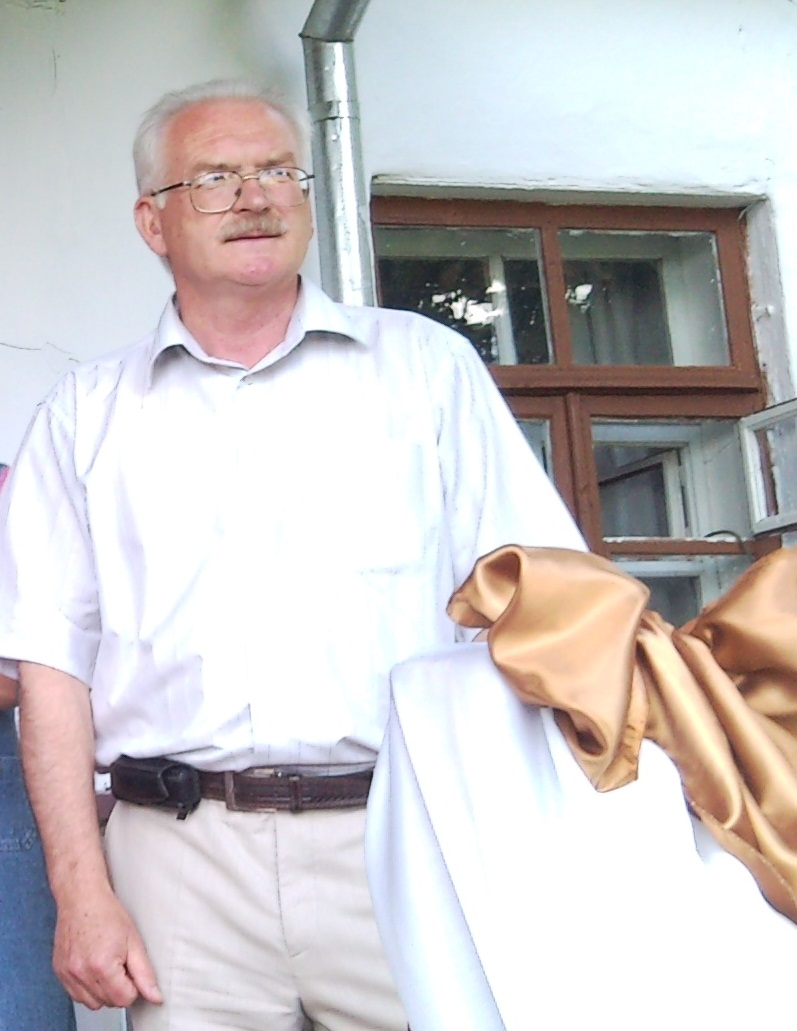
Горбатюк Василь Іванович

Автор збірок оповідань «Ясен-дерево», «Золоті кораблі», «Бігли коні», «Де починається Гольфстрім», «Ласощі для білочки», «Хто перший», «Тенета 30-х», «Безголов'я», роману «Кручі», документальних книг «За тебе, свята Україно» (у співавторстві), «З-під трави забуття», «Ще настане ваша пора» (2012).

## Біографія
Народився в сім'ї колгоспника. Закінчив 1973 року середню школу в рідному селі, навчався в Чорноострівському СПТУ, у 1974—1976 роках служив у армії. Працював токарем на Хмельницькому заводі тракторних агрегатів, завідувачем сільської бібліотеки.
Закінчив 1981 року філологічний факультет Кам'янець-Подільського педагогічного інституту (нині Кам'янець-Подільський національний університет).
Працював у газетах «Прапор Жовтня» (Кам'янець-Подільський), «Корчагінець» (згодом «Ровесник», Хмельницький), був редактором останньої (1990—2000, відповідальним секретарем Хмельницької обласної організації Національної спілки журналістів України (2000—2006). Голова Хмельницької обласної організації Національної спілки письменників України у 2010—2017 рр. Від 1 березня 2006 року очолює Хмельницький обласний літературний музей.

## Творчість
Видав збірки оповідань «Ясен-дерево» (1983), «Золоті кораблі» (1986), повість «Бігли коні» (1996). Книги останнього десятиріччя: «Де починається Гольфстрім» (2000), «Ласощі для білочки» (2002), «Тенета 30-х» (2003), «За тебе, свята Україно» (2006, у співавторстві), «Кручі» (2008), «Безголов'я» (2008), «Хто перший?» (2011), «З-під трави забуття» (2011), «Ще настане ваша пора» (2012), «Слово і меч» (2013).

## Відзнаки
Лауреат:
- Хмельницької міської премії імені Богдана Хмельницького (2001),
- обласної премії імені Микити Годованця (2004),
- премії імені Григорія Костюка (2005), «Скарби Землі Болохівської» (2008).
- Дипломант (друге місце) Всеукраїнського конкурсу на найкраще оповідання «Що записано в книгу життя» (2003), імені Якова Гальчевського «За подвижництво у державотворенні» (2010),
- лауреат міжнародної премії імені Івана Кошелівця (2012).